# “蓝剑-B”计划
“蓝剑-B”计划（英語：Project Blue Sword-B），蓝剑顾名思义兰州军区利剑。“B”拔点简写'。是中国人民解放军兰州军区于两山轮战期间发起的为夺取老山附近数个越南人民军驻守的据点的突击作战。

## 背景
1984年老山作战结束后，中华人民共和国决定以各大军区轮流进入老山地区进行防御作战的形式进行练兵与实战探索。1986年4月30日起，兰州军区开始接管云南前指，承担老山防御作战任务。

### 中方准备
1986年4月30日，兰州军区所属部队进入老山前线接替济南军区防务。第47集团军军长钱树根在作战会议时选定了604阵地和968高地作为主要出击目标，先前轮战的昆明军区第十一军、南京军区第一军、济南军区第六十七军曾三次成功出击过968高地，取得一定战果。但两个高地不易防守且后勤困难，因此打下来后又都主动撤了回来，转以火力监视。968高地是双方争夺次数较多的地域之一，越军的防御心理相当敏感。选择这里作为首次出击的目标，具有打击越军士气、保持军事压力的意义，同时也可以在较为熟悉的地形上进行初战练兵。此外，与之前的昆明军区、南京军区与济南军区的轮战不同的是，兰州军区来到云南时除了步兵与炮兵，还将军区直属的电子对抗营也一同带了过来。这是中国人民解放军电子对抗兵首次被部署至作战前线。
为改善解放军防御态势，第47集团军军部决心，以139师416团5连（特功5连）加强6连3排，团侦察排、团工兵连地爆排、师地爆连2排，在炮兵、电子对抗部（分）队、佯动分队的支授和配合下，依托前沿阵地，选择有利时机，采取正面攻击和翼侧穿插相结合，小编组、多波次，连续攻击，边打边剿，快打全歼的战术手段，攻占604阵地、968高地，全歼守敌、破坏工事，伺机捕俘，搜缴战利品、依令撤回。整个作战行动由副师长常万全坐镇416团团部指挥。
与此同时，电子对抗分队共投入超短波100瓦干扰机5部、40瓦干扰机8部、S207接收机12部、监测全景接收机1部、短波1600瓦干扰机4套、400瓦干扰机2部、150瓦干扰机2部、双边带侦听车3部、IBM PC／XT微型计算机1套；投入兵力171人（其中干部52人、战士119人），组成2个前方分群、1个基本群、1个后方群。分别隐蔽占领八里河东山方向的芭蕉坪、10号、1175.4高地；老山方向的马嘿、52号、50号、49号阵地、茨竹坝、落水洞、安乐、下莱园等11个阵地。集团军电子对抗指挥组（军区电子对抗工作组）人员分别进入集团军指挥所和139师前方指挥所、干扰群指挥所。

### 越方准备
在老山及八里河东山当面12公里正面，10公里纵深内，越军展开了2个步兵师、1个炮兵旅、3个炮兵团和1个特工团的兵力。604阵地、968高地、菱形阵地守敌为越军313师122团1营（缺3个排）。战前，越方电台出联正常，解放军侦控敌前沿和浅纵深内无线电通信网（专）170个。

## 过程
出击行动原计划在10月14日凌晨打响，以偷袭手段迅速攻下两个高地，以收出敌不意之效。但当日凌晨战区大雾笼罩， 但为了拍摄清晰的效果要等到大雾散去才开始 ，战斗发起时间不得不向后推迟。中午时分，云开雾散，阵地露出来了。此时已无法实施偷袭，指挥部果断改变决心，将偷袭转为强攻，尔后下达了炮火准备命令。
10月14日4时30分，突击队占领进攻出发阵地；5时59分，突击分队进至603号高地，占领冲击出发阵地，穿插分队进至993高地东侧待机。12时59分；解放军向佯动方向305、395、405高地炮击，一分钟后，越军314师818团步兵网紧急出联，解放军前方第一干扰分群马嘿阵地按计划对其实施间断干扰。“定时控制”时，干扰样式为“杂音”和“900赫兹正弦波”；“人工控制”时，干扰样式为“话音调频”和“900赫兹正弦波”。
13时03分解放军对604阵地、968高地及相邻阵地等目标开始直接火力准备，摧毁604号阵地、968高地上的越军防御设施，以及1058、832高地地域的越军工事、火力点和迫击炮阵地，并向604号阵地、968高地南侧、东南侧交通壕和605号阵地、832高地间实施拦阻射击，阻止越军收缩逃跑。与此同时，破障队在炮火掩护下迅速前出，以火箭爆破器在雷区、障碍物开辟出了通道。在火力准备时，越南人民军电台骤然大密度紧急出联，解放军干扰群除留一套40瓦干扰机继续对818团实施牵制干扰外，集中所有干扰力量，根据敌台通联情况，相继对越二军区炮指对下，313师火力群、168炮旅各营观察所、150炮团、457炮团等单位的超短波、短波网(专)实施强烈的压制性干扰。干扰方式为“人工键控”。干扰样式：100瓦干扰机为“杂音调频”，40瓦干扰机为“噪音调频”。

### 阵地攻坚
13时30分起解放军炮火，由破坏射击转为压制射击，突击队主力向604阵地，968高地方向发起攻击。与此同时电子对抗老山52号、49号阵地各干扰站(组)继续对敌122团对营、一营对连指挥网实施压制性干扰。13时36分，解放军突击队攻占604阵地表面阵地开始搜剿打洞。根据解放军电子对抗分队的记录，越军在这期间曾试图多次与前方部队取得联系，但无果：13时19分：敌122团对所属：“敌正向……射击……命令……”被干扰淹没；13时22分：敌168炮旅一营对炮观骂道：“……你发的报，我怎么听不见，……他妈的，中国放干扰了，……”
解放军步兵第一突击队迅速出击，经通道冲过雷区直扑604号阵地。同时416团82迫击炮连实施护送射击，掩护步兵冲击。第一突击队副队长罗卜基带队冲在最前面连续炸掉了越军3个火力点，迅速突破了604号阵地前沿。全队打得干净利索，仅用了7分钟就占领了表面阵地。随后立即转入搜剿越军的掩蔽工事和屯兵洞，并以火力掩护第二突击队进攻。
第一突击队突破越军前沿阵地后，第二突击队在队长祁振武指挥下超越第一突击队向968高地发起冲击。炮兵也迅速转向压制832、1058高地地域南侧以及浅近纵深内的越军迫击炮，并对605、606、607、608号阵地，832、1058高地地域残存越军火力点实施监视射击。第二突击队接敌不久即遭到越军暗火力点机枪的猛烈扫射，前进受阻。第一突击队队员顾金海在战友毕东玉的火力掩护下，迅速向越军火力点接近，抢到了越军机枪的射击死角，连续投出多枚手榴弹将其炸毁，为第二突击队前进扫清了障碍。第二突击队不顾越军空爆杀伤和炮火阻拦，在炮兵和友邻火力掩护下勇猛冲击，仅用10分钟就冲上了968高地主峰，随即转入搜剿打洞。同时以2个战斗小组占领968高地东南侧有利地形，构成对内对外正面，监视越军。

### 越军反扑
13时52分开始，越军先后组织班、组规模兵力，沿832高地、605号阵地向968高地发起了两次反冲击。祁振武指挥第二突击队2个战斗小组依托有利地形展开火力，将敌人放近后予以猛烈杀伤。指挥部也很快组织7个炮兵连分别对832高地和605号阵地实施拦阻射击，其余炮兵加大火力压制浅近纵深内越军迫击炮，支援步兵打敌反击。在炮兵火力支援下，第二突击队先后打退了越军4次反冲击。
与此同时，攻占604号阵地、968高地的突击队加快了搜剿打洞的速度。高地上的残余越军藏在掩蔽部、屯兵洞中负隅顽抗，还有一些残存的暗火力点突然复活，加上纵深地区的越军炮火一直向两个高地上不停地打，搜剿战斗打得很残酷，突击队伤亡很大。在604号阵地上，突击队员顾金海和毕东玉正在向前搜索，突然从附近一个很隐蔽的屯兵洞内扔出一枚手雷。危急关头，顾金海迅速将毕东玉推倒在地，而自己的头部、胸部、右臂等五处被炸伤。其他突击队员急忙为顾金海包扎伤口，准备送他下阵地，他却坚决不肯，仍继续坚持战斗。这时飞来了一发越军炮弹，将顾金海和队长马权斌同时炸伤。马权斌的下颚打入了弹片，下巴脱臼，身上多处中弹。顾金海的钢盔被弹片击穿，头部血流如注。身边的战友又要送顾金海下阵地，他用力大声喊道：“先救队长！”这震撼人心的一幕当时被记者拍摄下来，曾经在新闻联播中播放。
在968高地上，祁振武指挥第二突击队打退了越军的反冲击后，又带领队员继续逐洞搜剿阵地上的残敌。从攻击开始他就冲锋在前，猛打猛冲，自己一人先后歼敌8名。解放军用手榴弹、炸药包、火焰喷射器攻击藏在掩蔽工事和屯兵洞内的越军，打、炸、烧、搜相结合，逐点肃清残敌。战至14时14分，终于全歼了604号阵地、968高地上的残余的越南人民军。

### 撤退与后续
指挥部得到战报后，命令两支突击队在破坏完阵地上的越军工事后立即后撤。同时组织4个间瞄炮兵连和团直瞄火力分队，分别对832高地、605号阵地间，以及968高地南侧、棱形阵地至968高地交通壕各地段实施火力拦阻，防止越军尾追，掩护突击队回撤。第一、第二突击队炸毁了阵地上的越军屯兵洞、掩蔽部等工事后，带着缴获的武器物资和伤员、俘虏、烈士遗体开始撤退。在回撤途中，恼羞成怒的越军用直瞄火力追打突击队。为了保障后押俘虏的安全，第一突击队副队长罗卜基毅然扑到俘虏身上，自己却身中4块弹片，腰胸洞穿，壮烈牺牲。第二突击队队长祁振武命令队员们先撤，自己坚持检查完阵地后才追赶队伍。当撤到604阵地前沿时，又遭到越军炮火袭击。
至15时58分，突击队全部撤至原出发阵地。指挥部又命令部分炮兵转为监视射击，其余标定目标实施监视。
22时25分，越军约1个连在605号阵地集结待机，准备向968高地反扑。指挥部立即组织了7个炮兵连，于22时30-45分对集结地域之越军实施火力奇袭，将其杀伤一部后越军撤退。

## 意义
此战是兰州军区对越轮战的首次进攻战，以绝对的炮火优势和电子干扰能力压制了越南人民军的火力和通讯，使得步兵分队得以以远少于防守方的兵力完成攻坚任务。

### 火炮
吸取了1979年中越战争的教训，解放军自两山战役开始以来就极其重视且依仗炮兵来减少步兵与敌人进行短兵相接的时间来减少伤亡，效果显著。1985年百万大裁军后，解放军将更大口径的火炮下放至更低的层级，在本次行动中，解放军调集了56个炮兵连共336门各式火炮来支援一个加强连的进攻，被一些报导认为是“终于打了阔绰仗”。

### 电子对抗
此次战斗也是中国人民解放军电子对抗兵被公开的首个实战战例，自此中国人民解放军更加开始重视电子战部队的发展。战后，兰州军区通信部电子对抗雷达处在战例中总结到：
|                                  | (一)扎实充分的战前准备，为取得首战告捷奠定了坚实的基础。善用兵者，慎重初战，不打无准备之仗，不打无把握之仗。战前，该营周密组织了临战前的突击训练、模拟训练和补充侦察以及各种勤务保障的准备工作，并注重在模拟训练中优化作战方案。实践证明，战前付出了汗水，交足了“学费”，战时就可少流血，交出理想“答卷”。 (二)密切协同．主动配合，是发挥干扰群电子对抗威力，形成整体打击能力的关健。在现代战争中，组织好协同是取得战斗胜利的重要保证。为此，我们—是在周密制订协同方案的基础上，直接参与合成军作战指挥，并向前方指挥所派遣联络员，以掌握战场动态，提高协同配合的及时性和针对性，二是培养电子对抗部(分)队指挥人员的协同意识、情报意识，提高协同配合的自觉性、主动性。所以，在战斗的全过程，不仅妥善解决了电子对抗作战与通信、情报的矛盾，而且还做到了“软、硬”杀伤协调—致，电子进攻与出击作战密切配合．从而使电子对抗大显神威。 (三)合理的电子对抗部署，是发挥电子对抗兵器效能的前提。为了充分发挥电子对抗兵器的效能，该营针对敌方的战斗队形，阵地编成和指挥(观察)配系以及战场地形条件等因素，综合考虑我军电子对抗兵器的数量、性能，通信勤务保障能力和人昂的生存条件诸因素，采取大 小结合，远近结合，正侧结合、高低结合、超短波与短波结合的方法，适当“前配”部分干扰阵地，建立多层次、全方位的电子对抗部署，形成宽正面、大角度，高密度，交叉重叠的电磁覆盖，弥补了由于地形条件限制而造成的侦听、干扰死角，拓宽了干扰压制地域和频域。 (四)灵活多变的战术手段，是夺取通信对抗主动权的“法宝”。从某种意义上讲，电子对抗作战，不仅是技术的较量，更是智慧的抗衡。此次战斗，我干扰部队针对敌采取的种种电子防御措施，采取了“声东击西”，“以静制动”、“以近贴制紧靠”等战术手段，取得了显著效果。被我佯动干扰的敌818步兵团，惊慌失措，虚报战况；被我重点干扰的敌168炮旅，457炮团、150炮团，难以及时下达射击口令，基本上没有对我军山击作战构成威胁，受我出击分队重创的敌122团，在我突击队回撤三个多小时后，才判明我军真实企图。 |
| ——兰州军区通信部电子对抗雷达处， | |

### 电视直播
此次战斗，战地摄影师王红带领的摄制组全程跟随突击队行动、拍摄照片与视频，距离之近以至于王红本人也中弹负伤。关于此行动的照片、视频流传甚广，故此次战斗也被认为是中国人民解放军第一次“以电视进行直播的作战行动”。

## 脚注
1. ↑  1985年前，解放军陆军师最大口径火炮仅有54式122毫米榴弹炮，口径小于当时世界主流的陆军师级火力的155/152毫米榴弹炮。1985年后步兵师开始装备66式152毫米加榴炮，火力大大增强